# Sava Antić
Sava Antić (Belgrado, 28 agosto 1928 – Belgrado, 26 luglio 1998) è stato un calciatore jugoslavo, di ruolo attaccante.

## Carriera

### Club
Inizia la carriera da professionista nel 1945 con il Brodarac, fino a quando non viene notato dai dirigenti della Stella Rossa, che lo acquistano nel 1948 e con cui rimane per due stagioni, vincendo due Coppe di Jugoslavia.
Nel 1951 passa all'OFK Belgrado, con cui disputa oltre 200 partite, e con cui vince altre tre Coppe di Jugoslavia.

### Nazionale
Con la Nazionale jugoslava ha partecipato alle Olimpiadi del 1956 vincendo la medaglia d'argento.

## Palmarès

### Club
- Coppa di Jugoslavia: 5

Stella Rossa: 1949, 1950
OFK Belgrado: 1953, 1955, 1961-1962

### Nazionale
- Argento olimpico: 1

Melbourne 1956